# Rostres de César divinisé
Les Rostres de César divinisé ou Rostres de Dioclétien (en latin : Rostra Iulii, Rostra ad Divi Iulii ou Rostra Diocletiani) sont construits sur le Forum Romain en même temps que le temple de César, à la fin du Ier siècle av. J.-C.. Il s'agit d'une tribune décorée d'éperons (rostra) destinée aux magistrats et orateurs pour s'adresser à la foule.

## Localisation
Les Rostres de César divinisé sont construits en avant du temple de César et font face aux Rostres impériaux de l'autre côté de l'esplanade du Forum (voir le plan).

## Histoire
Les Rostres de César divinisé sont inaugurés en 29 av. J.-C. par Octave, la même année que la Curie Julia et le temple de César. La tribune est détruite lors de l'incendie de Carin en 283 et reconstruite par Dioclétien après 285.
Les Rostres sont mis au jour en 1874 mais, identifiés par erreur aux fondations d'une tour médiévale, les vestiges sont détruits.

## Description
Il s'agit d'une plateforme de 30 mètres de long pour 12 mètres de large. La tribune est représentée sur un des fragments des Plutei Traiani. L'empereur, probablement Trajan, s'adresse à une assemblée qui s'est réunie sur l'esplanade du Forum. On y distingue les rostres fixés à sa façade.

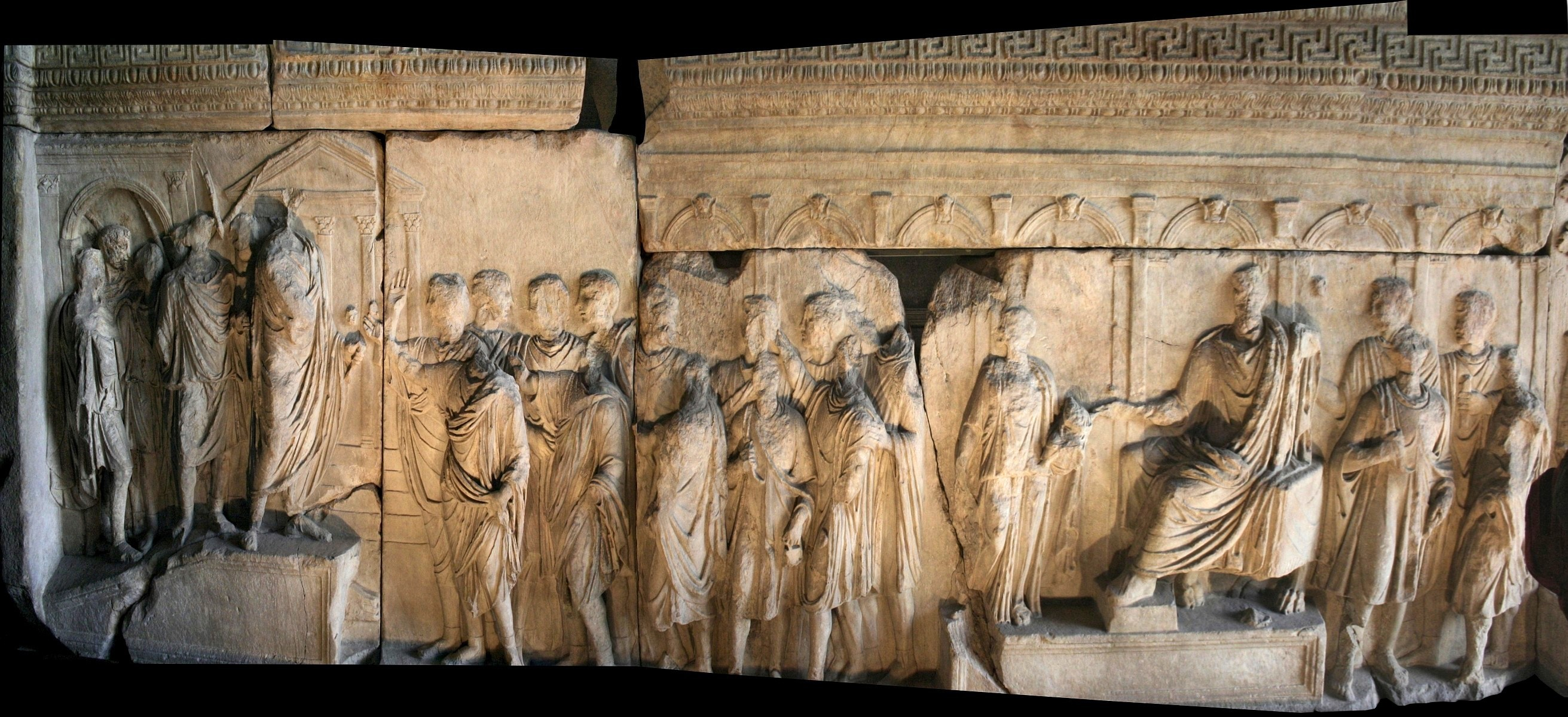
Fragment des Plutei Traiani, exposé dans la Curie Julia. En bas à gauche, les Rostres de César.